# Всенародная партия (Намибия)
Всенародная партия (англ. All People's Party) — политическая партия в Намибии. Лидер партии Игнатиус Шиксвамени.

## История
Партия была создана в январе 2008 года. На первом этапе в её состав вошли бывшие члены партий Демократический конгресс и Организация народов Юго-Западной Африки. С момента основания лидером партии был Игнатиус Шиксвамени, а его заместителем Стефанус Свартбои. Впервые партия приняла участие в выборах уже 2008 года. Это были перевыборы в округе Тобиас Хайнейко которые происходили в октябре 2008 года. На них партии не удалось получить не одного места,а решительную победу одержала Организация народов Юго-Западной Африки.
На президентских выборах которые прошли в Намибии 27-28 ноября 2009 года Игнатиус Шиксвамени баллотировался на пост президента. Однако на них победил лидер партии Организация народов Юго-Западной Африки Хификепунье Похамба. На последних парламентских выборах, которые состоялись  28 ноября 2014 года, Всенародная партия получила 10 795 голосов избирателей (1,3 %), что позволило двум членам партии стать депутатами Национальной ассамблеи.

## Политика партии
Всенародная партия левоцентристская партия, выступающая за повышение социальных стандартов для граждан Намибии. В 2009 году один из лидеров партии Лена Накатана выступила в поддержку ЛГБТ в Намибии. 